# Angraecum eburneum
Angraecum eburneum es una orquídea litófita originaria del este de África tropical.

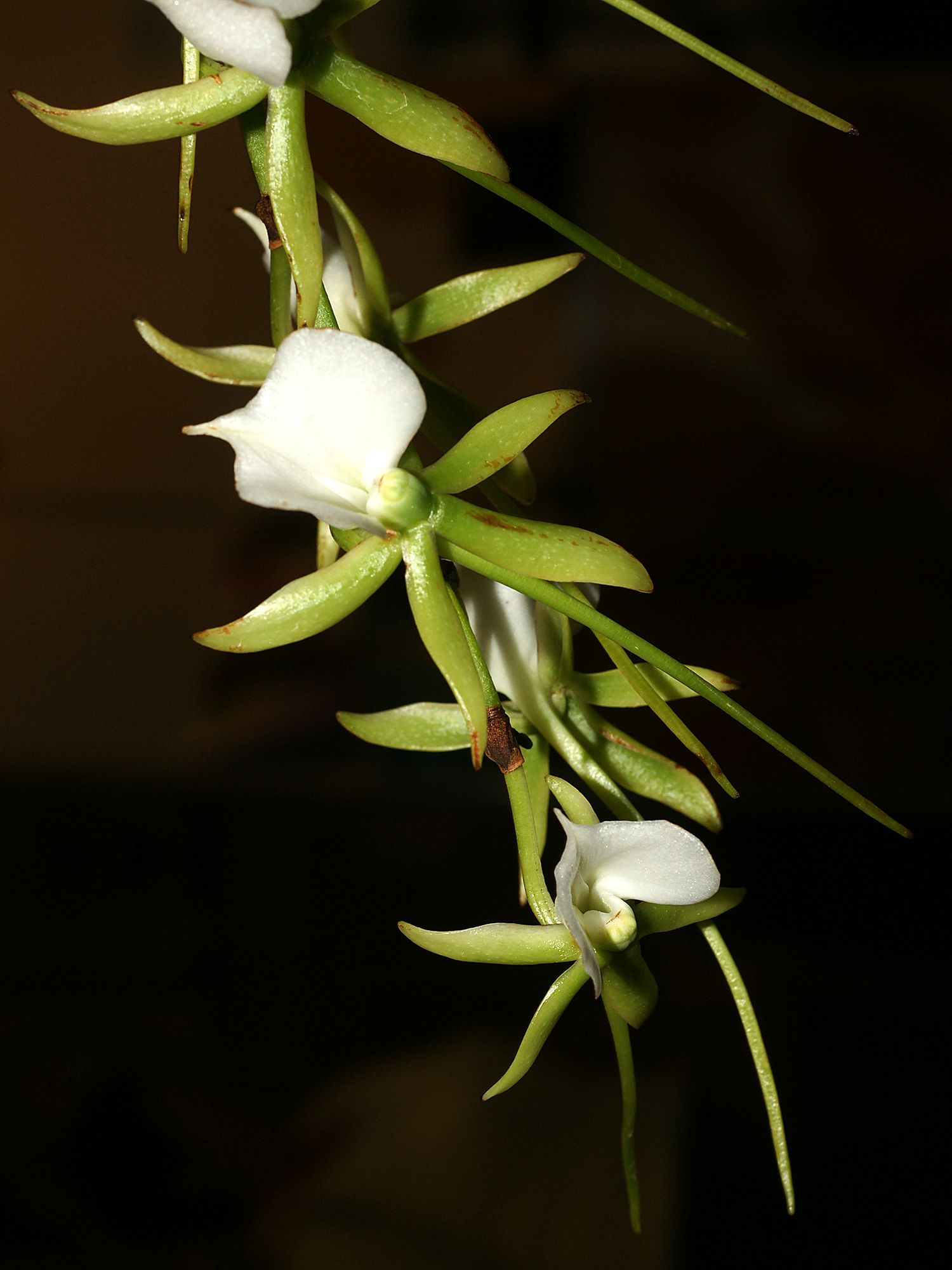
Vista de las flores

## Distribución y hábitat
Se encuentra en Madagascar, las Islas Mascareñas y de Isla Reunión donde crecen en alturas de hasta 750 metros del nivel del mar.

## Descripción
Es una orquídea de  tamaño gigante, que prefiere clima cálido a fresco, es litófita monopodial con el tallo grueso ramificado con 10 a 15 hojas rígidas, coriáceas, liguladas, con el ápice desigualmente bilobulado. Florece en una inflorescencia axilar, ascendente u horizontal de 120 cm de largo, densamente cubierta con muchas flores de 7.5 cm de longitud, de larga duración, fragantes, en gran medida ceráceas dispuestas en dos filas .La floración se produce a principios del invierno en el hemisferio norte.

## Taxonomía
Angraecum eburneum fue descrita por Jean-Baptiste Bory de Saint-Vincent y publicado en Voyage dans les Quatre Principales Îles des Mers d'Afrique 1: 359, t. 19. 1804.
Etimología
Angraecum: nombre genérico que se refiere en Malayo a su apariencia similar a las Vanda.
eburneum: epíteto latino que significa "como el marfil".
Variedades
- - Angraecum eburneum subsp. eburneum (oeste océano Índico). Litófita
  - Angraecum eburneum subsp. giryamae (sudeste Kenia a este Tanzania (incl. Pemba, Zanzíbar). Litófita.
  - Angraecum eburneum var. longicalcar
  - Angraecum eburneum subsp. superbum (Seychelles, Comores, Madagascar). Litófita
  - Angraecum eburneum subsp. xerophilum (sudoeste Madagascar). Litófita.

Sinonimia
- Angorchis eburnea (Bory) Kuntze 1891
- Angraecum eburneum var. virens (Lindl.) Hook. 1860
- Angraecum virens Lindl. 1847
- Limodorum eburneum (Bory) Willd. 1805[2][5][1]